# Frederico III de Baden-Baden
Frederico III de Baden-Baden (em alemão:  Friedrich III. von Baden; 1327 - morto em 2 de setembro de 1353), foi um nobre alemão, pertencente à Casa de Zähringen, e que foi Marquês de Baden-Baden de 1348 até à sua morte.

## Biografia
Frederico III era o filho mais velho do marquês Rodolfo IV de Baden-Pforzheim e de Maria de Oettingen. Quando o seu pai faleceu, em 1248, ele sucedeu em Baden-Baden enquanto o irmão mais novo, Rodolfo V deu continuidade à linha em Baden-Pforzheim.
A 13 de abril de 1353, alguns meses antes de falecer, Frederico III herdara a Marca de Baden-Eberstein dado que o seu primo, o marquês Hermano IX, morrera sem descendência.

## Casamento e descendência
Em 1345 Frederico III casou com a sua prima Margarida de Baden, senhora de Héricourt e de Florimond (falecida a 1 de setembro de 1367), filha mais velha do marquês Rodolfo Hesso de Baden-Baden. Deste casamento nasceram dois filhos:
- Rodolfo VI, (Rudolf VI.), que sucedeu ao pai como marquês de Baden-Baden;
- Margarida (Margarete), senhora de Héricourt. Casou com: (1) o conde Gottfried von Leiningen († 1380); (2) Henrique von Lützeslein († 1394).